# Kōhaku Uta Gassen
Kōhaku Uta Gassen (紅白歌合戦, souvent abrégé en Kōhaku, aussi transcrit en Kohaku ou Kouhaku) est une émission télévisée musicale annuelle très populaire au Japon, diffusée toutes les veilles de Nouvel An depuis 1953 sur la chaîne NHK (elle fut en fait diffusée une première fois en 1951 à la radio). Elle obtint pendant longtemps des records d'audience (jusqu'à plus de 80 %), et demeure l'émission musicale la plus regardée au Japon chaque année. Les chanteurs japonais les plus populaires du moment y participent, divisés en deux équipes : l'équipe féminine rouge (akagumi (紅組), habillée de rouge) et l'équipe masculine blanche (shirogumi (白組), vêtue de blanc). Les téléspectateurs déterminent par vote téléphonique au cours de la soirée l'équipe gagnante de l'année.

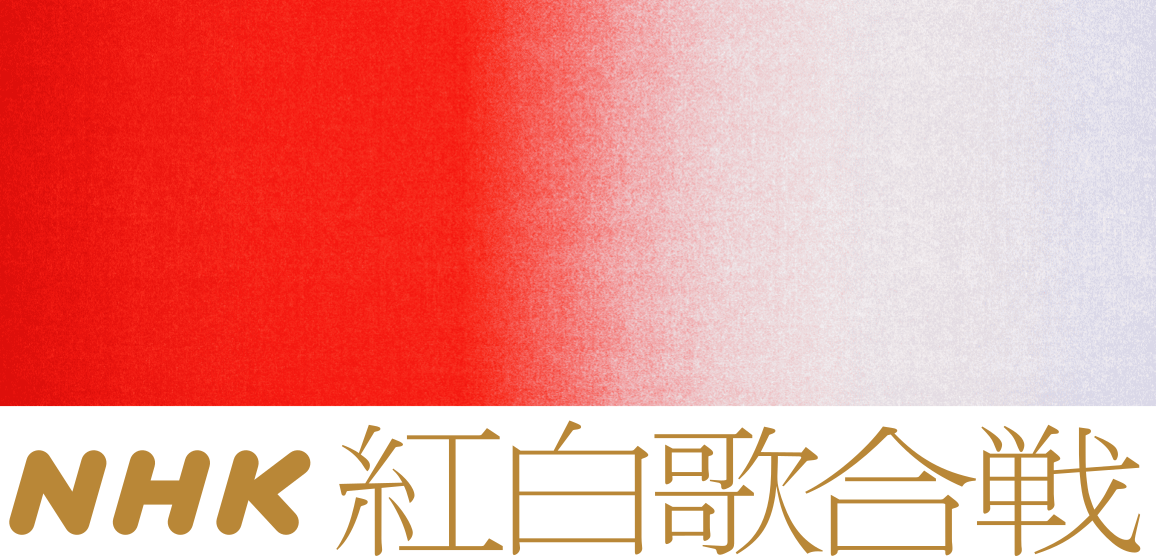
Logo du Kōhaku Uta Gassen, en 2021.

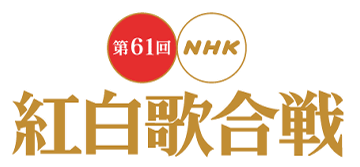
Logo du Kōhaku Uta Gassen, en 2010.

Les records de participations à l'émission sont détenus par quelques stars de la J-pop, mais surtout par de nombreux chanteurs de Enka, genre plébiscité par les téléspectateurs les plus âgés. Une trentaine de groupes ou chanteurs en solo étrangers, majoritairement asiatiques, ont également participé à l'émission, mais très peu d'artistes connus mondialement y sont apparus : Cyndi Lauper, Paul Simon, Sarah Brightman, Andy Williams, tous en 1990 ou 1991, et Lady Gaga en 2011.
Yumiko Udo est l'une des présentatrices principales de l'émission dès 2001.

## Résultats
| Kōhaku #                                     | Date             | Hôte de l'équipe rouge                                         | Hôte de l'équipe blanche                                       | Médiateur                                                      | Équipe gagnante | Total |
| -------------------------------------------- | ---------------- | -------------------------------------------------------------- | -------------------------------------------------------------- | -------------------------------------------------------------- | --------------- | ----- |
| 1                                            | 3 janvier 1951   | Michiko Katō                                                   | Shūichi Fujikura                                               | Masaharu Tanabe                                                | Blanche         | 1-0   |
| 2                                            | 3 janvier 1952   | Kiyoko Tange                                                   | Shūichi Fujikura                                               | Masaharu Tanabe                                                | Blanche         | 2-0   |
| 3                                            | 2 janvier 1953   | Suga Honda                                                     | Teru Miyata                                                    | Masayori Shimura                                               | Blanche         | 3-0   |
| 4                                            | 31 décembre 1953 | Takiko Mizunoe                                                 | Keizo Takahashi                                                | Seigoro Kitade                                                 | Rouge           | 3-1   |
| 5                                            | 31 décembre 1954 | Natsue Fukuji                                                  | Keizo Takahashi                                                | Shōzaburō Ishii                                                | Rouge           | 3-2   |
| 6                                            | 31 décembre 1955 | Teru Miyata                                                    | Keizo Takahashi                                                | Shōzaburō Ishii                                                | Rouge           | 3-3   |
| 7                                            | 31 décembre 1956 | Teru Miyata                                                    | Keizo Takahashi                                                | Shōzaburō Ishii                                                | Blanche         | 4-3   |
| 8                                            | 31 décembre 1957 | Takiko Mizunoe                                                 | Keizo Takahashi                                                | Shōzaburō Ishii                                                | Rouge           | 4-4   |
| 9                                            | 31 décembre 1958 | Tetsuko Kuroyanagi                                             | Keizo Takahashi                                                | Shōzaburō Ishii                                                | Rouge           | 4-5   |
| 10                                           | 31 décembre 1959 | Meiko Nakamura                                                 | Keizo Takahashi                                                | Shōzaburō Ishii                                                | Rouge           | 4-6   |
| 11                                           | 31 décembre 1960 | Meiko Nakamura                                                 | Keizo Takahashi                                                | Shōzaburō Ishii                                                | Blanche         | 5-6   |
| 12                                           | 31 décembre 1961 | Meiko Nakamura                                                 | Keizo Takahashi                                                | Toshiaki Hosaka                                                | Blanche         | 6-6   |
| 13                                           | 31 décembre 1962 | Mitsuko Mori                                                   | Teru Miyata                                                    | Shōzaburō Ishii                                                | Blanche         | 7-6   |
| 14                                           | 31 décembre 1963 | Eri Chiemi                                                     | Teru Miyata                                                    | Shōzaburō Ishii                                                | Rouge           | 7-7   |
| 15                                           | 31 décembre 1964 | Eri Chiemi                                                     | Teru Miyata                                                    | Shōzaburō Ishii                                                | Blanche         | 8-7   |
| 16                                           | 31 décembre 1965 | Michiko Hayashi                                                | Teru Miyata                                                    | Shōzaburō Ishii                                                | Blanche         | 9-7   |
| 17                                           | 31 décembre 1966 | Peggy Hayama                                                   | Teru Miyata                                                    | Shōzaburō Ishii                                                | Rouge           | 9-8   |
| 18                                           | 31 décembre 1967 | Yumiko Kokonoe                                                 | Teru Miyata                                                    | Shōzaburō Ishii                                                | Rouge           | 9-9   |
| 19                                           | 31 décembre 1968 | Kiyoko Suizenji                                                | Kyu Sakamoto                                                   | Teru Miyata                                                    | Blanche         | 10-9  |
| 20                                           | 31 décembre 1969 | Yukari Ito                                                     | Kyu Sakamoto                                                   | Teru Miyata                                                    | Rouge           | 10-10 |
| 21                                           | 31 décembre 1970 | Hibari Misora                                                  | Teru Miyata                                                    | Shizuo Yamakawa                                                | Rouge           | 10-11 |
| 22                                           | 31 décembre 1971 | Kiyoko Suizenji                                                | Teru Miyata                                                    | Shizuo Yamakawa                                                | Blanche         | 11-11 |
| 23                                           | 31 décembre 1972 | Naomi Sagara                                                   | Teru Miyata                                                    | Shizuo Yamakawa                                                | Rouge           | 11-12 |
| 24                                           | 31 décembre 1973 | Kiyoko Suizenji                                                | Teru Miyata                                                    | Shizuo Yamakawa                                                | Rouge           | 11-13 |
| 25                                           | 31 décembre 1974 | Naomi Sagara                                                   | Shizuo Yamakawa                                                | Masao Domon & Yōzō Nakae                                       | Rouge           | 11-14 |
| 26                                           | 31 décembre 1975 | Naomi Sagara                                                   | Shizuo Yamakawa                                                | Hiroshi Aikawa                                                 | Blanche         | 12-14 |
| 27                                           | 31 décembre 1976 | Naomi Sagara                                                   | Shizuo Yamakawa                                                | Hiroshi Aikawa                                                 | Rouge           | 12-15 |
| 28                                           | 31 décembre 1977 | Naomi Sagara                                                   | Shizuo Yamakawa                                                | Hiroshi Aikawa                                                 | Blanche         | 13-15 |
| 29                                           | 31 décembre 1978 | Mitsuko Mori                                                   | Shizuo Yamakawa                                                | Hiroshi Aikawa                                                 | Blanche         | 14-15 |
| 30                                           | 31 décembre 1979 | Kiyoko Suizenji                                                | Shizuo Yamakawa                                                | Yōzō Nakae                                                     | Rouge           | 14-16 |
| 31                                           | 31 décembre 1980 | Tetsuko Kuroyanagi                                             | Shizuo Yamakawa                                                | Yōzō Nakae                                                     | Rouge           | 14-17 |
| 32                                           | 31 décembre 1981 | Tetsuko Kuroyanagi                                             | Shizuo Yamakawa                                                | Keiichi Ubukata                                                | Blanche         | 15-17 |
| 33                                           | 31 décembre 1982 | Tetsuko Kuroyanagi                                             | Shizuo Yamakawa                                                | Keiichi Ubukata                                                | Rouge           | 15-18 |
| 34                                           | 31 décembre 1983 | Tetsuko Kuroyanagi                                             | Kenji Suzuki                                                   | Tamori                                                         | Blanche         | 16-18 |
| 35                                           | 31 décembre 1984 | Mitsuko Mori                                                   | Kenji Suzuki                                                   | Keiichi Ubukata                                                | Rouge           | 16-19 |
| 36                                           | 31 décembre 1985 | Masako Mori                                                    | Kenji Suzuki                                                   | Masaho Senda                                                   | Rouge           | 16-20 |
| 37                                           | 31 décembre 1986 | Yuki Saito & Yoriko Mekata                                     | Yūzō Kayama & Masaho Senda                                     | Seiichi Yoshikawa                                              | Blanche         | 17-20 |
| 38                                           | 31 décembre 1987 | Akiko Wada                                                     | Yūzō Kayama                                                    | Seiichi Yoshikawa                                              | Rouge           | 17-21 |
| 39                                           | 31 décembre 1988 | Akiko Wada                                                     | Yūzō Kayama                                                    | Keiko Sugiura                                                  | Blanche         | 18-21 |
| 40                                           | 31 décembre 1989 | Yoshiko Mita                                                   | Tetsuya Takeda                                                 | Sadatomo Matsudaira                                            | Rouge           | 18-22 |
| 41                                           | 31 décembre 1990 | Yoshiko Mita                                                   | Toshiyuki Nishida                                              | Sadatomo Matsudaira                                            | Blanche         | 19-22 |
| 42                                           | 31 décembre 1991 | Yūko Ayano                                                     | Masaaki Sakai                                                  | Shizuo Yamakawa                                                | Rouge           | 19-23 |
| 43                                           | 31 décembre 1992 | Hikari Ishida                                                  | Masaaki Sakai                                                  | Shizuo Yamakawa                                                | Blanche         | 20-23 |
| 44                                           | 31 décembre 1993 | Hikari Ishida                                                  | Masaaki Sakai                                                  | Miyuki Morita                                                  | Blanche         | 21-23 |
| 45                                           | 31 décembre 1994 | Emiko Kaminuma                                                 | Ichiro Furutachi                                               | Yasuo Miyakawa                                                 | Rouge           | 21-24 |
| 46                                           | 31 décembre 1995 | Emiko Kaminuma                                                 | Ichiro Furutachi                                               | Ryūji Miyamoto & Mitsuyo Kusano                                | Blanche         | 22-24 |
| 47                                           | 31 décembre 1996 | Takako Matsu                                                   | Ichiro Furutachi                                               | Ryūji Miyamoto & Mitsuyo Kusano                                | Blanche         | 23-24 |
| 48                                           | 31 décembre 1997 | Akiko Wada                                                     | Masahiro Nakai                                                 | Ryūji Miyamoto                                                 | Blanche         | 24-24 |
| 49                                           | 31 décembre 1998 | Junko Kubo                                                     | Masahiro Nakai                                                 | Ryūji Miyamoto                                                 | Rouge           | 24-25 |
| 50                                           | 31 décembre 1999 | Junko Kubo                                                     | Nakamura Kankurō V                                             | Ryūji Miyamoto                                                 | Blanche         | 25-25 |
| 51                                           | 31 décembre 2000 | Junko Kubo                                                     | Motoya Izumi                                                   | Ryūji Miyamoto                                                 | Rouge           | 25-26 |
| 52                                           | 31 décembre 2001 | Yumiko Udō                                                     | Wataru Abe                                                     | Tamio Miyake                                                   | Blanche         | 26-26 |
| 53                                           | 31 décembre 2002 | Yumiko Udō                                                     | Wataru Abe                                                     | Tamio Miyake                                                   | Rouge           | 26-27 |
| 54                                           | 31 décembre 2003 | Yumiko Udō & Takako Zenba                                      | Wataru Abe & Tetsuya Takayama                                  | Tōko Takeuchi                                                  | Blanche         | 27-27 |
| 55                                           | 31 décembre 2004 | Fumie Ono                                                      | Wataru Abe                                                     | Masaaki Horio                                                  | Rouge           | 27-28 |
| 56                                           | 31 décembre 2005 | Mino Monta, Motoyo Yamane, Yukie Nakama, et Koji Yamamoto      | Mino Monta, Motoyo Yamane, Yukie Nakama, et Koji Yamamoto      | Mino Monta, Motoyo Yamane, Yukie Nakama, et Koji Yamamoto      | Blanche         | 28-28 |
| 57                                           | 31 décembre 2006 | Yukie Nakama                                                   | Masahiro Nakai                                                 | Tamio Miyake & Megumi Kurosaki                                 | Blanche         | 29-28 |
| 58                                           | 31 décembre 2007 | Masahiro Nakai                                                 | Shōfukutei Tsurube II                                          | Kazuya Matsumoto & Miki Sumiyoshi                              | Blanche         | 30-28 |
| 59                                           | 31 décembre 2008 | Yukie Nakama                                                   | Masahiro Nakai                                                 | Kazuya Matsumoto                                               | Blanche         | 31-28 |
| 60                                           | 31 décembre 2009 | Yukie Nakama                                                   | Masahiro Nakai                                                 | Wataru Abe                                                     | Blanche         | 32-28 |
| 61                                           | 31 décembre 2010 | Nao Matsushita                                                 | Arashi                                                         | Wataru Abe                                                     | Blanche         | 33-28 |
| 62                                           | 31 décembre 2011 | Mao Inoue                                                      | Arashi                                                         | Wataru Abe                                                     | Rouge           | 33-29 |
| 63                                           | 31 décembre 2012 | Maki Horikita                                                  | Arashi                                                         | Yumiko Udō                                                     | Blanche         | 34-29 |
| 64                                           | 31 décembre 2013 | Haruka Ayase                                                   | Arashi                                                         | Yumiko Udō                                                     | Blanche         | 35-29 |
| 65                                           | 31 décembre 2014 | Yuriko Yoshitaka                                               | Arashi                                                         | Yumiko Udō                                                     | Blanche         | 36-29 |
| 66                                           | 31 décembre 2015 | Haruka Ayase                                                   | Yoshihiko Inohara                                              | Tetsuko Kuroyanagi & Yumiko Udō                                | Rouge           | 36-30 |
| 67                                           | 31 décembre 2016 | Kasumi Arimura                                                 | Arashi                                                         | Shinichi Takeda                                                | Rouge           | 36-31 |
| 68                                           | 31 décembre 2017 | Kasumi Arimura                                                 | Kazunari Ninomiya                                              | Teruyoshi Uchimura & Maho Kuwako                               | Blanche         | 37-31 |
| 69                                           | 31 décembre 2018 | Suzu Hirose                                                    | Sho Sakurai                                                    | Teruyoshi Uchimura & Maho Kuwako                               | Blanche         | 38-31 |
| 70                                           | 31 décembre 2019 | Haruka Ayase                                                   | Sho Sakurai                                                    | Teruyoshi Uchimura & Mayuko Wakuda                             | Blanche         | 39-31 |
| 71                                           | 31 décembre 2020 | Fumi Nikaidō                                                   | Yo Oizumi                                                      | Teruyoshi Uchimura & Maho Kuwako                               | Rouge           | 39-32 |
| 72                                           | 31 décembre 2021 | Haruna Kawaguchi, Yo Oizumi et Mayuko Wakuda                   | Haruna Kawaguchi, Yo Oizumi et Mayuko Wakuda                   | Haruna Kawaguchi, Yo Oizumi et Mayuko Wakuda                   | Rouge           | 39-33 |
| 73                                           | 31 décembre 2022 | Kanna Hashimoto, Yo Oizumi, Sho Sakurai & Mayuko Wakuda        | Kanna Hashimoto, Yo Oizumi, Sho Sakurai & Mayuko Wakuda        | Kanna Hashimoto, Yo Oizumi, Sho Sakurai & Mayuko Wakuda        | Blanche         | 40-33 |
| 74                                           | 31 décembre 2023 | Kanna Hashimoto, Hiroiki Ariyoshi, Minami Hamabe & Kozo Takase | Kanna Hashimoto, Hiroiki Ariyoshi, Minami Hamabe & Kozo Takase | Kanna Hashimoto, Hiroiki Ariyoshi, Minami Hamabe & Kozo Takase | Rouge           | 40-34 |
| 75                                           | 31 décembre 2024 | Kanna Hashimoto, Hiroiki Ariyoshi, Sairi Ito & Naoko Suzuki    | Kanna Hashimoto, Hiroiki Ariyoshi, Sairi Ito & Naoko Suzuki    | Kanna Hashimoto, Hiroiki Ariyoshi, Sairi Ito & Naoko Suzuki    | Blanche         | 41-34 |
| L'équipe blanche a gagné 41 des 75 tournois. |                  |                                                                |                                                                |                                                                |                 |       |

1. ↑  Durant la 56e édition, les rôles de médiateur et d'hôte d'équipe étaient plus flous, dans la mesure où les quatre hôtes se sont mélangés avec les deux équipes.
2. ↑  Masahiro Nakai est le premier homme hôte de l'équipe rouge depuis Teru Miyata durant les 6e et 7e éditions. Les hôtes de l'équipe Rouge (y compris lorsqu'ils œuvrent en duo) sont habituellement des femmes.
3. ↑  Les cinq membres d'Arashi comptent pour un seul hôte, bien qu'au moins un membre apparaisse sur scène pour prendre le rôle. C'est pourquoi l'homologue d'Arashi dans l'équipe rouge a toujours été une personne seule.
4. ↑  À compter de cette édition, les hôtes prennent tous une position neutre.

## Popularité
Kōhaku a été par le passé le show le plus regardé de l'année à la télévision japonaise. L'une des principales raisons est que le réveillon est au Japon un jour férié traditionnellement passé à la maison (voir Ōmisoka). Au fil des années, la popularité de l'événement a décliné d'un maximum historique de 81,4 % (14ème édition) à un minimum historique de 30,8 % - 39,3 % (55ème édition) dans la région de Kantō. Malgré cette baisse, Kōhaku reste invariablement l'émission musicale préférée de l'année.

## Performances notables d'artistes japonais
La liste suivante présente des artistes japonais ayant eu au moins cinq apparitions dans le programme (au moment de la 73e édition).

### Pop-Rock et autres styles contemporains
- AAA (7)
- Ai Otsuka (大塚 愛) (6)
- aiko (13)
- AKB48 (12)
- Akiko Wada (和田 アキ子) (39)
- Akina Nakamori (中森 明菜) (7)
- Akira Fuse (布施 明) (25)
- Angela Aki (安藝 聖世美) (6)
- Anri (杏里) (22)
- Arashi (嵐) (12)
- Aya Matsuura (松浦 亜弥) (5)1
- Ayaka (絢香) (8)
- Ayaka Hirahara (平原 綾香) (8)
- Ayumi Hamasaki (浜崎 あゆみ) (15)
- Ayumi Ishida (いしだ あゆみ) (10)
- Chemistry (5)
- Chisato Moritaka (森高 千里) (6)
- Da Pump (6)
- Daichi Miura (三浦 大知) (4)
- Dreams Come True (15)
- E-Girls (3)
- Every Little Thing (8)
- EXILE (12)
- Four Leaves (7)
- Gackt (5)
- Gen Hoshino (星野 源) (8)
- Goro Noguchi (野口 五郎) (11)
- Golden Bomber (4)
- Gospellers (6)
- Hideaki Tokunaga (德永 英明) (10)
- Hideki Saijo (西城 秀樹) (18)
- Hikaru Genji (6)
- Hiroko Moriguchi (森口 博子) (6)
- Hiromi Gō (郷 ひろみ) (31)
- Hiromi Iwasaki (岩崎 宏美) (14)
- Hiromi Ota (太田 裕美) (5)
- Ikimono Gakari (いきものがかり) (10)
- Ikue Sakakibara (榊原 郁恵) (6)
- Izumi Yukihara (雪村 いづみ) (10)
- Junko Sakurada (桜田 淳子) (9)
- Junretsu (純烈) (6)
- Kana Nishino (西野 カナ) (9)
- Kanjani Eight (関ジャニ∞) (11)
- Ken Hirai (平井 堅) (8)
- Kenji Sawada (沢田 研二) (17)
- King & Prince (5)
- Kobukuro (コブクロ) (7)
- Kome Kome Club (米米CLUB) (5)
- Kumi Koda (倖田 來未) (8)
- Kyōko Koizumi (小泉 今日子) (5)
- Kyu Sakamoto (坂本 九) (11)
- L'Arc~en~Ciel (5)
- Linda Yamamoto (山本 リンダ) (5)
- Masaaki Sakai (堺 正章) (6)
- Masaharu Fukuyama (福山 雅治) (15)
- Masahiko Kondo (近藤 真彦) (10)
- Masashi Sada (さだ まさし) (19)
- Masayuki Suzuki (鈴木 雅之) (6)
- Mayumi Itsuwa (五輪 真弓) (5)
- MAX (5)
- Mie Nakao (中尾 ミエ) (8)
- Miho Nakayama (中山 美穂) (7)
- Mika Nakashima (中島 美嘉) (9)
- MISIA (8)
- Mizue Takada (高田 みづえ) (7)
- Momoe Yamaguchi (山口 百恵) (6)
- Morning Musume (モーニング娘) (10)
- Namie Amuro (安室 奈美恵) (9)
- Nana Mizuki (水樹 奈々) (6)
- Naoko Kawai (河合 奈保子) (6)
- Naoko Ken (研 ナオコ) (11)
- Naomi Sagara (佐良 直美) (13)
- Nogizaka46 (乃木坂46) (9)
- Perfume (パフューム) (16)
- Porno Graffitti (ポルノグラフィティ) (11)
- Rumiko Koyanagi (小柳 ルミ子) (18)
- Ryoko Moriyama (森山 良子) (10)
- Saori Minami (8)
- Sandaime J Soul Brothers (7)
- Seiko Matsuda (松田 聖子) (22)
- Sekai no Owari (6)
- Sexy Zone (6)
- Shinji Tanimura (谷村 新司) (16)
- Shizuka Kudo (工藤 静香) (9)
- Shonentai (8)
- SMAP (23)
- Superfly (6)
- T.M.Revolution (5)
- TOKIO (24)
- Tomomi Kahala (華原 朋美) (5)
- Toshihiko Tahara (田原 俊彦) (7)
- W-inds. (6)
- X Japan (8)
- Yo Hitoto (一青 窈) (5)
- Yōko Oginome (荻野目 洋子) (5)
- Yuzo Kayama (加山 雄三) (17)
- Yuzu (ゆず) (14)

1. Aya Matsuura est aussi apparue avec DEF.DIVA et GAM. Cependant, la NHK ne prend pas en compte ces apparitions dans ses statistiques.

### Enka
- Aki Yashiro (八代 亜紀) (23)
- Akira Kobayashi (小林 旭) (7)
- Aya Shimazu (島津 亜矢) (5)
- Ayako Fuji (藤 あや子) (21)
- Chiyoko Shimakura (島倉 千代子) (35)
- Frank Nagai (フランク 永井) (26)
- Fuyumi Sakamoto (坂本 冬美) (35)
- George Yamamoto (山本 譲二) (11)
- Harumi Miyako (都 はるみ) (29)
- Haruo Minami (三波 春夫) (50)
- Hibari Misora (美空 ひばり) (18)
- Hideo Murata (村田 英雄) (27)
- Hiroshi Itsuki (五木 ひろし) (48)
- Hiroshi Miyama (三山 ひろし) (8)
- Ichirō Toba (鳥羽 一郎) (20)
- Kaori Kōzai (香西 かおり) (19)
- Kaori Mizumori (水森 かおり) (21)
- Keisuke Yamauchi (山内惠介) (9)
- Keiko Fuji (藤 圭子) (5)
- Ken'ichi Mikawa (美川 憲一) (26)
- Kiyoko Suizenji (水前寺 清子) (22)
- Kiyoshi Hikawa (氷川 きよし) (19)
- Kiyoshi Maekawa (前川 清) (18)
- Masako Mori (森 昌子)  (15)
- Masao Sen (千 昌夫) (19)
- Mina Aoe (青江 三奈) (18)
- Mitsuko Nakamura (中村 美律子) (15)
- Miyuki Kawanaka (川中 美幸) (24)
- Naomi Chiaki (ちあき なおみ) (9)
- Natsuko Godai (伍代 夏子) (22)
- Rimi Natsukawa (夏川 りみ) (6)
- Saburō Kitajima (北島 三郎) (50)
- Sachiko Kobayashi (小林 幸子) (33)
- Saori Yuki (由紀 さおり) et Sachiko Yasuda (11)1
- Saori Yuki (由紀 さおり) (13)
- Sayuri Ishikawa (石川 さゆり) (45)
- Shin'ichi Mori (森 進一) (48)
- Takao Horiuchi (堀内 孝雄) (17)
- Takashi Hosokawa (細川 たかし) (39)
- Yōko Nagayama (長山 洋子) (14)
- Yoshimi Tendō (天童 よしみ) (28)
- Yutaka Yamakawa (山川 豊) (11)

1. Saori Yuki et Sachiko Yasuda comptent pour un duo. Les apparitions solo de l'une ou l'autre ne comptent pas dans les statistiques du duo.

## Concurrents étrangers notables
Bien que Kōhaku Uta Gassen soit composé principalement de geinōjin japonais de la geinōkai, des artistes étrangers (artistes qui ne sont pas des ressortissants japonais) populaires au Japon ont participé au programme. Les apparitions spéciales, les musiciens en soutien ou d'autres modes de participation où la performance de l'artiste ou du groupe n'a pas été prise en compte dans la notation globale ne doivent pas être ajoutées à cette liste. Voici une liste de tels artistes ou de groupes, classés en fonction de la région d'origine (asiatique ou non asiatique) de la personne ou de la majorité des membres d'un groupe, ainsi que des éditions correspondantes :

### Asiatiques
- Abby Trinidad, du groupe MNL48 (Philippines, 70e)
- 12 Girls Band (Chine, 54e)
- Agnes Chan (Hong Kong, 24e-26e)
- Alan Tam (Hong Kong, 40e)
- BNK48 (Thaïlande, 69e & 70e[a])
- BoA (Corée du Sud, 53e-58e)
- Chiu Pin-han, du groupe AKB48 Team TP (Taïwan, 70e)
- Cho Yong-Pil (Corée du Sud, 38e-41e)
- Friends Of Love The Earth (Singapour, Chine, Corée du Sud, 56e)
- Gary Valenciano (Philippines, 41e)
- Girls' Generation (Corée du Sud, 62e)
- Ive (Corée du Sud, 73e)
- JKT48 (Indonésie, 62e & 70e[b])
- Judy Ongg (Taïwan, 30e & 31e)
- KARA (Corée du Sud, 62e)
- Khushi "Glory" Dua, du groupe DEL48 (Inde, 70e)
- Kye Eun-sook (Corée du Sud, 39e-45e)
- Lee Jeong-hyeon (Corée du Sud, 55e)
- Le Sserafim (Corée du Sud, 73e & 74e)
- Liu Nian, du groupe AKB48 Team SH (Chine, 70e)
- MiSaMo (Corée du Sud, 74e)
- NewJeans (Corée du Sud, 74e)
- Ouyang Fei Fei (Taïwan, 23e, 24e & 42e)
- Oyunaa (Mongolie, 41e)
- Patti Kim (Corée du Sud, 40e)
- Ryu (Corée du Sud, 55e)
- SEVENTEEN (Corée du Sud, 74e)
- Sita Teeradechsakul, du groupe CGM48 (Thaïlande, 70e)
- Smokey Mountain (Philippines, 42e)
- Stray Kids (Corée du Sud, 74e)
- Teresa Teng (Taïwan, 36e, 37e & 42e)
- Tomorrow X Together (Corée du Sud, 75e)
- Trần Cát Tường ("Anna"), du groupe SGO48 (Vietnam, 70e)
- TVXQ (Corée du Sud, 59e, 60e, 62e)
- Twice (Corée du Sud, 68e-70e & 73e)
- Vivian Hsu (Taïwan, 49e)
- Yonja Kim (Corée du Sud, 40e, 45e & 52e)

1. ↑  Groupe représenté par Pimrapat "Mobile" Phadungwatanachok lors de la 70e édition
2. ↑  Groupe représenté par Shani Indira Natio lors de la 70e édition

### Non-asiatiques
- Sarah Brightman (Royaume-Uni, 42e & 69e)
- Alfredo Casero (Argentine, 53e)
- Leah Dizon (États-Unis, 58e)
- Chris Hart (États-Unis, 64e & 65e)
- Alexander Gradsky (Russie, 41e)
- Jero (États-Unis, 59e & 60e)
- Cyndi Lauper (États-Unis, 41e)
- Agnes Lum (États-Unis, 28e)
- Márcia (Brésil, 41e)
- John Ken Nuzzo (États-Unis, 53e & 55e)
- James Shigeta (États-Unis, 8e & 9e)
- Paul Simon (États-Unis, 41e)
- Laima Vaikule (Lettonie, 42e)
- The Ventures (États-Unis, 42e)
- Alyson Williams (États-Unis, 41e)
- Andy Williams (États-Unis, 42e)
- Rosanna Zambon (Italie, 21e & 22e)